# I Luv U (Dizzee Rascal)
I Luv U è un brano musicale del rapper britannico Dizzee Rascal, pubblicato come primo singolo estratto dall'album Boy in da Corner, album di debutto del cantante. Il brano, scritto dallo stesso Dizzee Rascal è stato pubblicato il 26 maggio 2003 dalla XL Recordings, ed è riuscito ad arrivare sino alla ventinovesima posizione della classifica dei singoli più venduti nel Regno Unito.

## Tracce
CD singolo
1. I Luv U (clean radio edit) — 2:35
2. I Luv U (remix) — 4:24
3. I Luv U (original mix) — 4:05

## Classifiche
| Classifica (2007) | Posizione più alta |
| ----------------- | ------------------ |
| Regno Unito       | 29                 |